# Hidetoshi Mitsusada

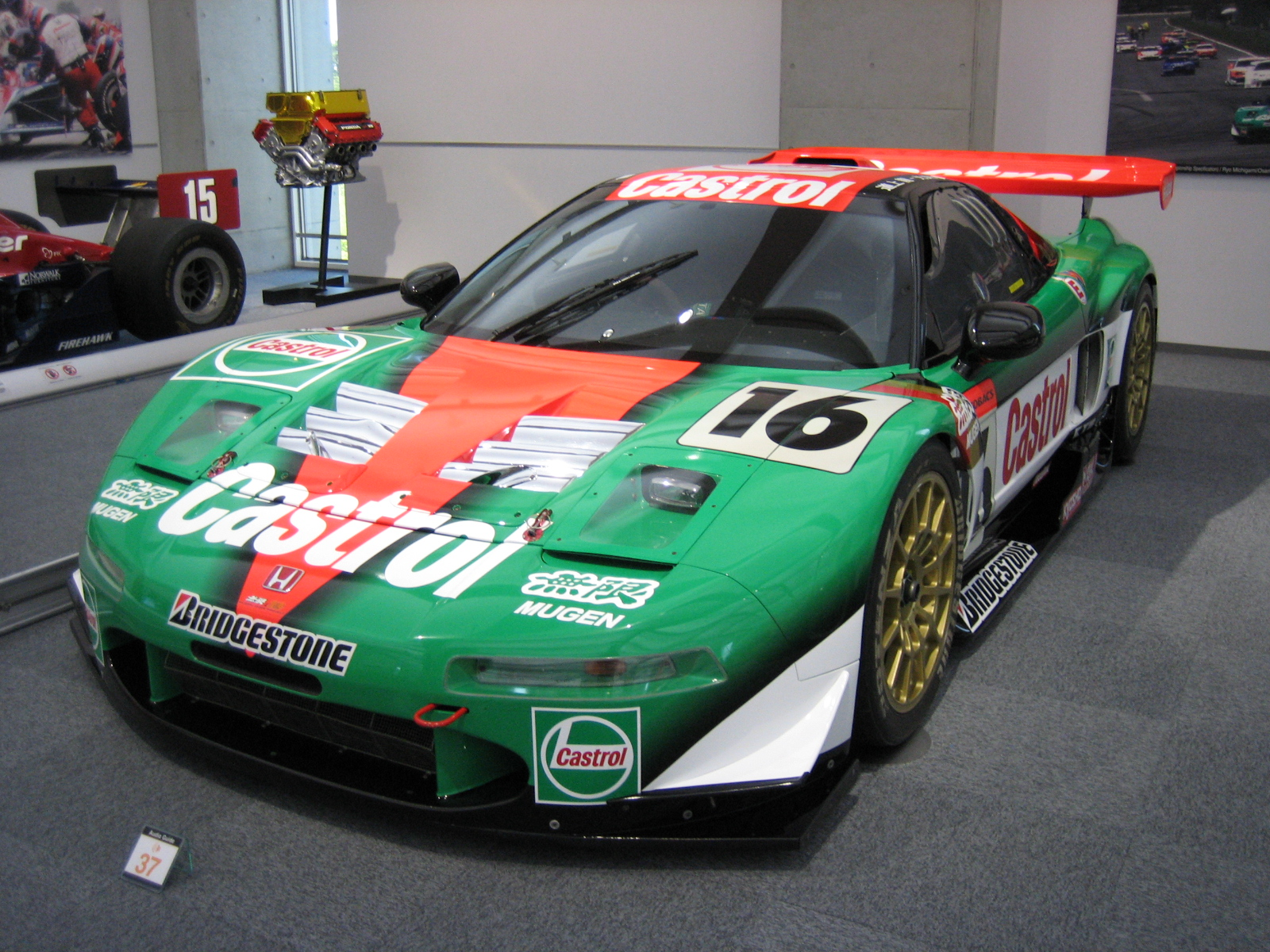
Der Honda NSX mit dem Hidetoshi Mitsusada 2000 gemeinsam mit Ryō Michigami bei japanischen GT-Rennen am Start war

Hidetoshi Mitsusada (jap. 光貞秀俊, Mitsusada Hidetoshi; * 29. Dezember 1970 in der Präfektur Osaka) ist ein ehemaliger japanischer Autorennfahrer.

## Karriere
Hidetoshi Mitsusada begann seine Karriere 1991 in der japanischen Formel-3-Meisterschaft; 1993 erreichte er hinter Tom Kristensen, Rickard Rydell und Anthony Reid den vierten Endrang. Es folgte der Wechsel in die Formel 3000, der ihn bis in die europäische Formel-3000-Saison 1998 führte. Weitere Monoposto-Erfolge gelangen ihm in der Formel Nippon, als er die Saison 1997 als Vierter beendete, und 1999, als er Dritter wurde. 2000 war er Testfahrer bei Benetton, ein weiterführendes Engagement in der Formel 1 kam jedoch nicht zustande.
Bereits in den 1990er-Jahren ging Matsusada bei GT- und Sportwagenrennen an den Start. Nach dem Ende der Monopostokarriere intensivierte er diese Tätigkeit. Er nahm an Rennen der japanischen GT-Meisterschaft teil und war 1996 beim 24-Stunden-Rennen von Le Mans gemeldet. Seine beste Saisonplatzierung in der Super GT erreichte er mit dem fünften Gesamtrang 2001.

## Statistik

### Le-Mans-Ergebnisse
| Jahr | Team                      | Fahrzeug        | Teamkollege     | Teamkollege     | Platzierung | Ausfallgrund |
| ---- | ------------------------- | --------------- | --------------- | --------------- | ----------- | ------------ |
| 1996 | Team SARD Toyota Co. Ltd. | Toyota Supra LM | Masanori Sekiya | Masami Kageyama | Ausfall     | Unfall       |